# ウェルコミクロビウム門
ウェルコミクロビウム門（ウェルコミクロビウムもん、Verrucomicrobia、ベルコミクロビウム門）はグラム陰性の細菌の門である。細菌の門としては中程度の規模を持ち、2綱3目5科15属を含む。この中には、海洋、淡水、土壌から発見されたものに加え、動物や原生生物の共生体、好酸性メタン資化菌まで多様な種が含まれている。培養が比較的難しく、全貌はまだよくわかっていない。
タイプであるVerrucomicrobiumは、ラテン語で「イボを持つ微生物」を意味し、細胞表面に多数の突起を持つことにちなんで命名されたものである。ただし、突起を持つのはこの門全体の性質ではない。
系統的にはクラミジア門やレンティスファエラ門に近縁とみられている。また、プランクトミケス門とも近縁とみられ、これらの系統を合わせてPVC群という。Verrucomicrobium、Prosthecobacter dejongeii、"Chthoniobacter flavus"、Ellin514株にはプランクトミケス門と似た細胞内構造が認められている。

## 下位分類
- ウェルコミクロビウム綱 Verrucomicrobiae
  - ウェルコミクロビウム目 Verrucomicrobiales
    - ウェルコミクロビウム科 Verrucomicrobiaceae
      - Verrucomicrobium - Haloferula - Luteolibacter - Persicirhabdus - Prosthecobacter - Roseibacillus - Roseimicrobium

    - アッケルマンシア科 Akkermansiaceae
      - Akkermansia

    - クシフィネマトバクター科 "Xiphinematobacteriaceae"
      - "Candidatus Xiphinematobacter"

    - ルブリタレア科 "Rubritaleaceae" 
      - Rubritalea
- オピトゥトゥス綱 Opitutae
  - オピトゥトゥス目 Opitutales
    - オピトゥトゥス科 Opitutaceae
      - Opitutus - Alterococcus

  - プニケイコックス目 Puniceicoccales
    - プニケイコックス科 Puniceicoccaceae
      - Puniceicoccus - Cerasicoccus - Coraliomargarita - Pelagicoccus